# Danish Crown
Danish Crown, «Дэниш краун» — датский агропромышленный кооператив, занимающийся производством мясной продукции. Является крупнейшим производителем свинины в Евросоюзе. Штаб-квартира расположена в Раннерсе.

## История
Кооператив Danish Crown (с англ. — «датская корона») был создан в 1990 году в результате объединения 3 кооперативных скотобоен в Дании, старейшая из которых появилась в 1887 году. В 1994 году в состав кооператива вошли ещё 2 бойни, а в 1998 году — ещё одна. В 2002 году Danish Crown, на то время крупнейший кооператив Дании по забою скота (20 525 фермеров) поглотил кооператив Steff-Houlberg (второй крупнейший, 2366 членов); суммарный годовой оборот двух кооперативов составлял 6,1 млрд евро. После поглощения на Danish Crown приходилось 10 % рынка свинины в Евросоюзе и 8 % датского экспорта.
В 2004 году была куплена доля в польской мясоперерабатывающей компании Sokołów, в 2014 году она была поглощена полностью. В 2007 году кооператив вышел на рынок Швеции; в августе была куплена скотобойня Ugglarps, а в октябре — KLS. В начале 2018 года присутствие в Польше было расширено покупкой Gzella Meat Group.

## Деятельность
Кооператив производит мясную продукцию, включая свежее мясо, бекон, мясные полуфабрикаты, мясную нарезку, консервы и колбасные изделия. Продукция реализуется под брендами Danish Crown, Tulip, Friland, Steff Houlberg, Gøl, Mou, Den Grønne Slagter, NordicSpoor. Также есть дочерние компании Sokołów (Польша, бренды Sokołów, Sokoliki, Uczta Qulinarna, Naturrino, Z Gruntu Dobre) и KLS (Швеция, бренды Dalsjöfors, Charkuterifabriken, Ugglarps, Ingemar Johansson, Charkprodukter).
Поставщиками скота являются более 5270 датских фермеров-совладельцев кооператива, а также фермы в Швеции, Германии и Польше. По состоянию на 2024 год у компании было 68 боен, 45 предприятий по переработке мясного сырья и 13 складов; производственные мощности имеются в Дании, Великобритании, Германии, Китае, Нидерландах, Польше, Франции и Швеции. Выручка за 2023/24 финансовый год составила 67,8 млрд датских крон ($10,2 млрд), из них на Данию пришлось 10 %, на остальную Европу — 70 %, на Азию — 13 %, на другие регионы — 7 %. Продукция реализуется предприятиям пищевой промышленности (44 % продаж), розничным сетям (38 %), заведениям общепита (10 %).
Подразделения по состоянию на 2023/24 финансовый год:
- Danish Crown — выручка 47,3 млрд крон;
- Sokolów — выручка 9,66 млрд крон;
- KLS — выручка 6,12 млрд крон;
- DAT-Schaub — международный бизнес по разделке туш для пищевой промышленности и производству фармацевтических ингредиентов, а также натуральных и искусственных оболочек для колбасных изделий; выручка 4,77 млрд крон.